# Gomphotheriidae
I gomfoteriidi (Gomphotheriidae) sono un gruppo di proboscidati estinti, i cui fossili sono stati rinvenuti su tutti i continenti ad eccezione dell'Australia e dell'Antartide in un periodo che va dal tardo Oligocene (25 milioni di anni fa) all'Olocene (epoca attuale).

## Proboscidati molto diffusi
Erroneamente, i gomfoteri sono spesso inclusi nel gruppo "artificiale" dei mastodonti. In realtà i gomfoteri hanno poco a che vedere con il vero mastodonte americano, le cui origini vanno ricercate in un ramo filogenetico ben distinto da quello dei gomfoteri. Questi ultimi si svilupparono nel tardo Oligocene da animali come Phiomia, o forse da Palaeomastodon, e comprendevano proboscidati dalla taglia paragonabile a quella degli elefanti attuali. La famiglia dei gomfoteri si diffuse ben presto in Africa, Asia, Europa e Nordamerica; erano un gruppo estremamente diversificato, tanto che molti paleontologi ritengono che alcune forme, ad esempio i cosiddetti "mastodonti dalle zanne a pala" (ad es. Platybelodon), il mastodonte d'Alvernia (Anancus arvernensis) o alcune forme sudamericane (come Cuvieronius) costituissero altre famiglie.

## Anche in Sudamerica
I gomfoteri "classici", come Gomphotherium, sono noti anche come "mastodonti a quattro zanne", per il fatto che la mandibola portava due zanne acuminate lunghe generalmente quanto quelle superiori. La diffusione massima dei gonfoteri si ebbe nel Miocene e nel Pliocene. Proprio in questo periodo, con la riunificazione di Nordamerica e Sudamerica tramite il ponte di Panama, i gomfoteri migrarono nel continente meridionale, dando vita a forme tipiche come Cuvieronius e Stegomastodon. I gomfoteri sudamericani, che avevano perso le zanne inferiori, erano per questo motivo più simili agli odierni elefanti (anche se non strettamente imparentati) ed erano generalmente più piccoli degli altri gomfoteri. Furono gli ultimi gomfoteri sopravvissuti, ed è probabile che Cuvieronius sopravvisse fino al 400 d.C. Nel frattempo, nel Miocene superiore alcune forme evolute (come Tetralophodon) diedero probabilmente origine al ceppo dei veri elefanti (Elephantidae).